# Stefania Sandrelli
Stefania Sandrelli (sinh ngày 05/06/1946 tại Viareggio, tỉnh Lucca) là một diễn viên Ý.

## Danh mục phim chọn lọc
- The Fascist (Il federale) (1961) her first role
- Gioventù di notte (1961)
- Divorce, Italian Style (Divorzio all'italiana) (1961)
- Il Fornaretto di Venezia (1963)
- Seduced and Abandoned (Sedotta e abbandonata) (1964)
- Io la conoscevo bene (1965)
- L'immorale (1967)
- Partner (1968)
- Brancaleone alle Crociate (1970)
- The Conformist (Il conformista) (1970)
- Devil in the Brain (Il diavolo nel cervello) (1972)
- Somewhere Beyond Love (Delitto d'amore) (1974)
- We All Loved Each Other So Much (C'eravamo tanto amati) (1974)
- 1900 (Novecento) (1976)
- Death Rite (Les magiciens) (1976)
- Traffic Jam (L'Ingorgo: Una storia impossibile) (1979)
- La terrazza (1980)
- Eccezzziunale... veramente (1982)
- Vacanze di Natale (1983)
- The Key (La chiave) (1983)
- The Family (La famiglia) (1987)
- The Little Devil (Il piccolo diavolo) (1989)
- Jamon, jamon (Jamón, jamón) (1992)
- Of Love and Shadows (1994)
- Stealing Beauty (1996)
- The Dinner (La cena)(1998)
- The Last Kiss (L'ultimo bacio) (2001)
- A Talking Picture (Um Filme Falado) (2003)
- People of Rome (Gente di Roma) (2003)
- La prima cosa bella (2010)
- The Passion (La passione) (2010)